# Vlag van Loehansk (oblast)

Vlag van Loehansk (ratio 2:3)

De vlag van Loehansk is samen met het wapen van Loehansk het officiële symbool van de oblast Loehansk.
De vlag heeft een kobaltblauwe achtergrond. In de hoek aan de hijszijde staat een cirkel die door sterren gevormd wordt: zeventien gele en veertien witte. Deze aantallen verwijzen naar de zeventien regio's en veertien steden in de oblast Loehansk. In het midden van deze cirkel staat het wapen van de oblast.
De vlag heeft een hoogte-breedteverhouding van 2:3.